# Episodenfilm
Ein Episodenfilm (auch Omnibusfilm oder Anthologiefilm) besteht aus einer Anzahl erzähltechnisch unabhängiger, abgeschlossener Kurzfilme von einem oder mehreren Regisseuren. Der Begriff kann sich aber auch auf die Verwebung episodenhafter Handlungsstränge beziehen, die entweder ein Thema behandeln oder auf ein gemeinsames Finale zusteuern und im Verlauf des Films immer wieder aufgegriffen werden. Die Episoden stehen in der Regel unter einem gemeinsamen Thema oder weisen Berührungspunkte auf. Möglich ist auch eine übergreifende Rahmenhandlung; durchgehende Handlungsstränge sind dagegen unüblich. Die seit der Antike bestehende Forderung nach einer Einheit von Handlung, Ort und Zeit wird aufgegeben; eine Hauptfigur („Held“) gibt es nicht. 

## Beispiele
Einer der frühesten und berühmtesten Episodenfilme ist der 1916 gedrehte Stummfilm Intolerance von D. W. Griffith, dessen ineinander verwobene Handlungsstränge eine Geisteshaltung zum gemeinsamen Thema haben. Andere verbindende Elemente zwischen den einzelnen Episoden sind Gegenstände, etwa ein Geldschein (Die Abenteuer eines Zehnmarkscheines von Berthold Viertel, 1926), ein Auto und dessen unterschiedliche Besitzer (In jenen Tagen von Helmut Käutner, 1947; Der gelbe Rolls-Royce von Anthony Asquith, 1964), ein Gewehr (Winchester ’73 von Anthony Mann, 1950) oder eine Geige (Die rote Violine von François Girard, 1998), Orte, etwa ein Treppenhaus (Roma Ore Undici von Giuseppe De Santis, 1952), eine Stadt und ihre Musik (Nashville von Robert Altman, 1975), ein Taxi (Night on Earth von Jim Jarmusch, 1991) oder ein Stadtteil (Short Cuts von Robert Altman, 1993), und Zeiträume, z. B. Italien in den Tagen der Befreiung durch die Amerikaner (Paisà von Roberto Rossellini u. a., 1946) oder eine Nacht in Berlin (Nachtgestalten von Andreas Dresen, 1999). Ein weiteres verbindendes Element kann sein, dass literarische Vorlagen (etwa mehrere Kurzgeschichten) eines bestimmten Autors zu einem Episodenfilm kombiniert werden (Außergewöhnliche Geschichten nach Edgar Allan Poe von drei verschiedenen Regisseuren, 1968). Beliebt sind Episodenfilme auch im Genre des Horrorfilms. Ein klassisches Beispiel ist Traum ohne Ende (1945) von vier verschiedenen Regisseuren. Die britische Firma Amicus spezialisierte sich in den 60er/70er Jahren auf dieses Format und brachte eine Reihe erfolgreicher Horror-Episodenfilme heraus (darunter Die Todeskarten des Dr. Schreck, 1964, Der Foltergarten des Dr. Diabolo, 1967, oder Geschichten aus der Gruft, 1971, Regie jeweils Freddie Francis), die zahlreiche Nachahmer fanden.

## Fernsehserien
Da Fernsehserien (z. B. Bonanza, Dallas, Denver-Clan, Two and a half Men oder The Big Bang Theory) nahezu immer episodenhaft angelegt sind und für die Sehgewohnheiten seit Jahrzehnten prägend waren und sind, ist eine gegenseitige Beeinflussung zwischen Film und Fernsehen wahrscheinlich. In diesem Zusammenhang ist auch folgendes Zitat zu verstehen: Die auffälligste dramaturgische Maßnahme [bei Episodenfilmen] ist die Konsequenzlosigkeit von kollisionsvollen Situationen.

Ähnliches lässt sich jedoch auch bereits über Filmserials (wie etwa Flash Gordon), die schon seit der Stummfilmzeit beliebten Vorgänger der Fernsehserien im Kino, sagen. Zudem sind bei genauerer Betrachtung die Parallelen zwischen Serien und Episodenfilmen nur scheinbare, denn üblicherweise gibt es in Fernsehserien und Filmserials einen übergeordneten Handlungsbogen, der die einzelnen Episoden miteinander verbindet. Auch wo dieser fehlt (in Serien, in denen jede Folge eine in sich abgeschlossene Geschichte erzählt – beispielsweise Akte X), sind im Normalfall zumindest die Einheit des Ortes (derselbe Schauplatz bzw. ein wiederkehrender Hauptschauplatz, etwa eine Wohnung oder ein Büro) und der handelnden Personen (dieselben Hauptfiguren) gegeben, was geradezu im Gegenteil zur Definition des Episodenfilms steht. Die exakte Entsprechung zum Episodenfilm im Fernsehen ist das spezielle Subgenre der Anthologie-Serie (wie etwa Twilight Zone) – hierbei wird in jeder Folge eine komplett unabhängige Geschichte gezeigt, zusammengehalten oft nur durch eine wiederkehrende Erzählerfigur bzw. -Stimme.

## Weitere Beispiele
- Das war der Wilde Westen (1962) von den Regisseuren John Ford, Henry Hathaway, George Marshall und Richard Thorpe
- Boccaccio 70 (1962) von den Regisseuren Mario Monicelli, Federico Fellini, Luchino Visconti und Vittorio De Sica
- Was Sie schon immer über Sex wissen wollten, aber bisher nicht zu fragen wagten (1972) von Woody Allen
- Deutschland im Herbst (1977), Gemeinschaftsproduktion von elf Regisseuren des Neuen Deutschen Films, u. a. Rainer Werner Fassbinder, Volker Schlöndorff und Alexander Kluge
- Zum Beispiel Otto Spalt (1978) von René Perraudin
- Creepshow (1982) von George A. Romero (Regie) und Stephen King (Drehbuch)
- Unheimliche Schattenlichter (1983) von John Landis, Steven Spielberg, Joe Dante und George Miller
- New Yorker Geschichten (1989) von Martin Scorsese, Francis Ford Coppola und Woody Allen
- Mystery Train (1989), Night on Earth (1991) und Coffee and Cigarettes (2003) von Jim Jarmusch
- Four Rooms (1995), vier – sich nur teilweise überschneidende – Geschichten von Quentin Tarantino, Robert Rodriguez u. a.
- Das merkwürdige Verhalten geschlechtsreifer Großstädter zur Paarungszeit (1998), acht ineinander gewobene Einzelgeschichten von Marc Rothemund
- Tatsächlich… Liebe (2003) von Richard Curtis
- 11:14 (2003) von Greg Marcks
- L.A. Crash (2004) von Paul Haggis
- Amores Perros, 21 Gramm und Babel (2000–2006), „Trilogy of Death“ des mexikanischen Regisseurs Alejandro González Iñárritu
- Nine Lives (2005), Frauenfilm von Rodrigo García
- Paris, je t’aime (2006), 18 Geschichten aus 18 Arrondissements von Paris von 18 verschiedene Regisseuren
- Die Österreichische Methode (2006), eine deutsche Produktion, die in kollektiver Zusammenarbeit fünf befreundeter Nachwuchsregisseure entstand
- Tokyo! (2008) von Michel Gondry (Interior Design), Leos Carax (Merde) und Bong Joon-Ho (Shaking Tokyo)
- Mütter und Töchter (2009), Filmdrama von Rodrigo García
- Deutschland 09 (2009), 13 Kurzfilme renommierter deutscher Regisseure (u. a. Fatih Akin, Dani Levy und Tom Tykwer) „zur Lage der Nation“
- New York, I Love You (2009), 10 Geschichten aus 10 New Yorker Stadtteilen samt Übergangsszenen, von 11 verschiedenen Regisseuren
- V/H/S – Eine mörderische Sammlung (2012)
- Wild Tales – Jeder dreht mal durch! (2014), schwarze Drama-Komödie des argentinischen Filmemachers Damián Szifron
- The Ballad of Buster Scruggs (2018), Western von Ethan und Joel Coen
- Berlin, I Love You (2019), der dritte Teil der Cities of Love-Serie, Episoden aus Berlin von 11 Regisseuren
- The French Dispatch (2021) von Wes Anderson
- Kinds of Kindness (2024) von Giorgos Lanthimos